# Polimela (figlia di Attore)
Nella mitologia greca,  Polimela era il nome di una delle figlie del re di Ftia Attore, e sposa di Peleo. Secondo un'altra versione del mito la sposa di Peleo fu invece Antigone, figlia di Euritione e pertanto pronipote di Attore.

## Il mito
Fu la prima moglie di Peleo, avendo dei dubbi sul fatto che il marito la volesse abbandonare per un'altra decise di impiccarsi. La colpa fu tutta dei continui riferimenti ad allusioni da parte di Cretide moglie di Acasto. Cretide saputa della morte di Polimela subito accorse da suo marito accusando Peleo dell'omicidio.

### Moderna
- Pierre Grimal, La mitologia greca, Roma, Newton, 2006, ISBN 88-541-0577-5.